# Matthieu Epolo
Matthieu Luka Epolo (Bruxelles, 15 gennaio 2005) è un calciatore belga, portiere dello Standard Liegi.

## Carriera

### Club
Ha iniziato a giocare a calcio nell'Anderlecht per poi trasferirsi allo Standard Liegi nel 2019. Assegnato alla squadra riserve del SL16 nel 2022, ha fatto il suo esordio ufficiale il 26 agosto nell'incontro di Challenger Pro League vinto 1-0 contro il Dender.
Il 25 gennaio 2023 ha firmato il rinnovo del contratto ed il 27 aprile 2024 ha debuttato in prima squadra nell'incontro di Pro League pareggiato 1-1 contro il Sint-Truiden.

### Nazionale
Ha giocato con le nazionali giovanili belghe Under-17, Under-18, Under-19 e Under-21.

## Statistiche

### Presenze e reti nei club
Statistiche aggiornate al 17 aprile 2025
| Stagione              | Squadra               | Campionato            | Campionato | Campionato | Coppe nazionali | Coppe nazionali | Coppe nazionali | Coppe continentali | Coppe continentali | Coppe continentali | Altre coppe | Altre coppe | Altre coppe | Totale | Totale | Totale |
| Stagione              | Squadra               | Comp                  | Pres       | Reti       | Comp            | Pres            | Reti            | Comp               | Pres               | Reti               | Comp        | Pres        | Reti        | Pres   | Reti   |        |
| --------------------- | --------------------- | --------------------- | ---------- | ---------- | --------------- | --------------- | --------------- | ------------------ | ------------------ | ------------------ | ----------- | ----------- | ----------- | ------ | ------ | ------ |
| 2022-2023             | SL16                  | CPL                   | 15         | -31        | -               | -               | -               | -                  | -                  | -                  | -           | -           | -           | 15     | -31    |        |
| 2023-2024             | SL16                  | CPL                   | 25         | -47        | -               | -               | -               | -                  | -                  | -                  | -           | -           | -           | 25     | -47    |        |
| Totale SL16           | Totale SL16           | Totale SL16           | 40         | -78        |                 | -               | -               |                    | -                  | -                  |             | -           | -           | 40     | -78    |        |
| gen.-giu.2024         | Standard Liegi        | PL                    | 4          | -11        | CB              | 0               | 0               | -                  | -                  | -                  | -           | -           | -           | 4      | -11    |        |
| 2024-2025             | Standard Liegi        | PL                    | 21         | -22        | CB              | 2               | -4              | -                  | -                  | -                  | -           | -           | -           | 23     | -26    |        |
| Totale Standard Liegi | Totale Standard Liegi | Totale Standard Liegi | 25         | -33        |                 | 2               | -4              |                    | -                  | -                  |             | -           | -           | 40     | -78    |        |
| Totale carriera       | Totale carriera       | Totale carriera       | 65         | -111       |                 | 2               | -4              |                    | -                  | -                  |             | -           | -           | 67     | -115   |        |